# 拉莫特方雅
拉莫特方雅（法語：La Motte-Fanjas）是法国德龙省的一个市镇，属于瓦朗斯区。

## 地理
拉莫特方雅（45°3'3"N, 5°16'2"E）面积4.78 平方千米，位于法国奥弗涅-罗讷-阿尔卑斯大区德龙省，该省份为法国东南部内陆省份，北起顺时针与伊泽尔省、上阿尔卑斯省、上普罗旺斯阿尔卑斯省、沃克吕兹省和阿尔代什省接壤。
与拉莫特方雅接壤的市镇（或旧市镇、城区）包括：罗什希纳尔、鲁瓦扬地区圣让、鲁瓦扬地区圣纳泽尔、鲁瓦扬地区圣托马、圣瑞斯特德克莱。

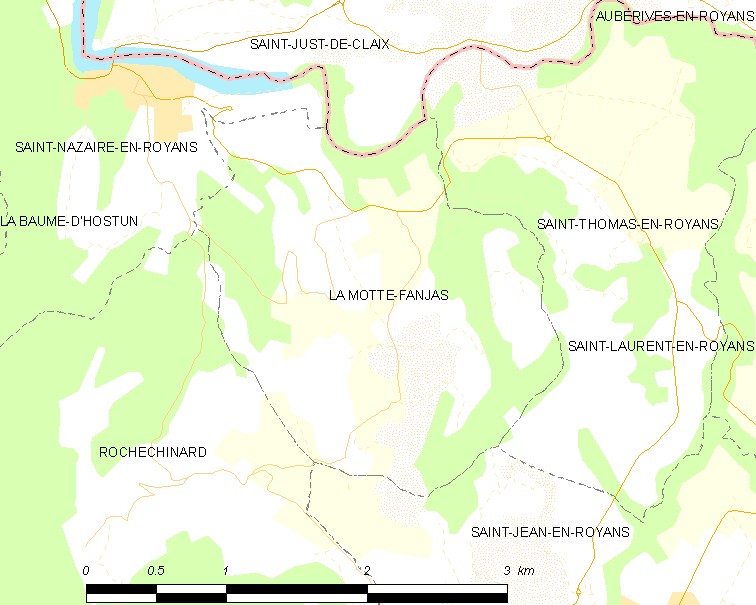
拉莫特方雅的OSM定位图

拉莫特方雅的时区为UTC+01:00、UTC+02:00（夏令时）。

## 行政
拉莫特方雅的邮政编码为26190，INSEE市镇编码为26217。

## 政治
拉莫特方雅所属的省级选区为韦科尔-晨山县。

## 人口

1962-2008年间拉莫特方雅人口变化图示

拉莫特方雅于2022年1月1日时的人口数量为197人。